# Death in June
A Death in June angol neofolk/experimental/post-punk/dark wave/coldwave zenekar. 1981-ben alapította Douglas Pierce (Douglas P.). Eredetileg trióként működött az együttes, a következő felállással: Douglas P., Tony Wakeford (Sol Invictus) és Patrick Leagas. Jelenleg csak Douglas P. az egyetlen folyamatos tag. Manapság a "Death in June" név Douglas P. szóló munkásságára utal. A projekt első nagylemeze 1983-ban jelent meg.

## Diszkográfia
- The Guilty Have No Pride (1983)
- Burial (1984)
- Nada! (1985)
- The World That Summer (1986)
- Brown Book (1987)
- The Wall of Sacrifice (1989)
- Östenbräun (1989)
- But, What Ends When the Symbols Shatter? (1992)
- Rose Clouds of Holocaust (1995)
- Death in June Presents: Occidental Martyr (1995)
- Death in June Presents: KAPO! (1996)
- Heaven Sent (kollaborációs lemez, 1996)
- Take Care & Control (1998)
- Operation Hummingbird (2000)
- All Pigs Must Die (2001)
- Death in June & Boyd Rice : Alarm Agents (2004)
- Free Tibet (2006)
- The Rule of Thirds (2008)
- Peaceful Snow/Lounge Corps (2010)
- The Snow Bunker Tapes (2013)
- Essence! (2018)